# Fjornshöjden
Fjornshöjden är ett naturreservat i Årjängs kommuner i Värmland.

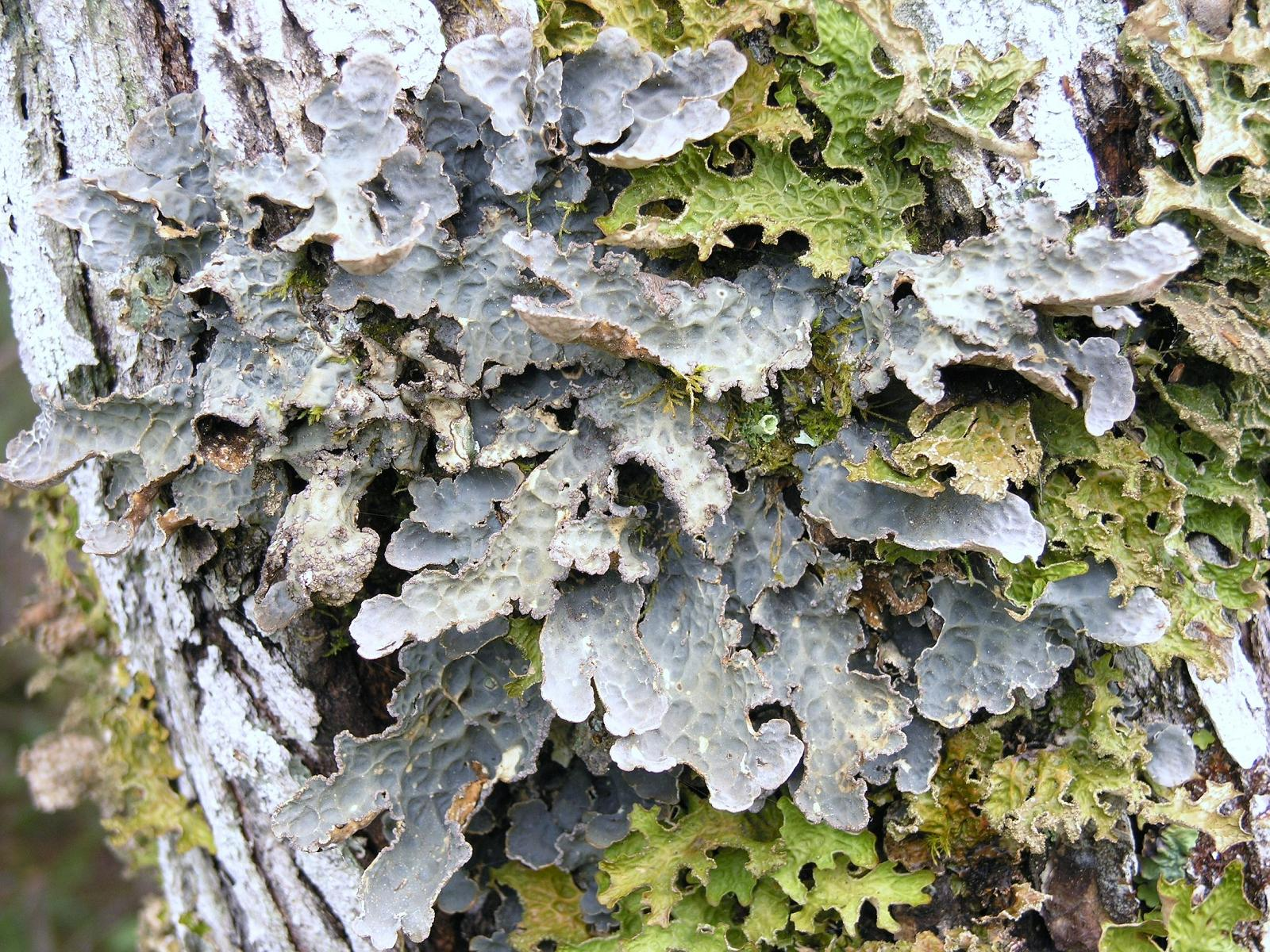
Skrovellav

Reservatet är 380 hektar stort och ligger 8 km norr om Karlanda kyrka. Det är skyddat sedan 2001 och består av kuperad terräng. Där finns en blandning av lövskog, sumpskogar, våtmarker och en del grova lövträd. Den rika förekomsten av död ved gynnar livsmiljön för många arter. Njurlav, lunglav och skrovellav finns i området. Där finns även många sällsynta vedlevande skalbaggar.
Inom området förekommande flera arter av hackspettar liksom tjäder, järpe, orre, slaguggla, pärluggla och sparvuggla.
Området ingår i EU:s nätverk av värdefull natur, Natura 2000.